# Timofej Nikolaevič Granovskij
Timofej Nikolaevič Granovskij, in russo Тимофей Николаевич Грановский? (Orël, 9 marzo 1813 – Mosca, 4 ottobre 1855), è stato uno storico russo particolarmente appassionato del Medioevo, epoca durante la quale le moderne Nazioni europee hanno posto le proprie basi culturali e alla quale ai suoi tempi (si parla degli anni del Romanticismo) si guardava per questo con interesse. Fu nel suo campo uno dei massimi esperti in tutto l'Impero zarista, nonché una figura di spicco di quelli che si chiamavano occidentalisti per distinguersi dagli slavofili.
Brillante studente di Storia a Mosca e di Filosofia a Berlino, profondamente influenzato dal pensiero di Hegel, al suo ritorno in Patria rese noti i nomi dello storico Leopold von Ranke e del giurista Friedrich Carl von Savigny, dei quali condivideva le idee. Fu talmente imbevuto di cultura tedesca durante il soggiorno in Germania da arrivare a ritenere la Storia della Germania in qualche modo superiore a quella della Russia; per questo nel 1839 rinunciò agli studi sul Medioevo russo per tenere lezioni e conferenze sull'Europa occidentale. La sua fortuna fu l'interesse manifestato dai giovani intellettuali per Schelling, Hegel, Goethe e per il Romanticismo, che tra le altre cose permise a Puškin di raggiungere un successo immenso; nel suo campo, Granovskij si vedeva ostacolato solo da Pogodin, il quale, però, godeva di una considerazione decisamente minore. Aveva un interesse particolare per Vineta, una leggendaria città medioevale bagnata dal Mar Baltico e situata tra Germania e Polonia; dopo anni di studi si risolse, però, a liquidare tutto in quanto probabilmente si trattava solo di una leggenda.